# Julius Kollmann
Julius Kollmann, född 24 februari 1834 i Holzheim (Bayern), död 24 juni 1918 i Basel, var en  tysk anatom och zoolog.
Kollmann blev 1862 privatdocent, 1870 extra ordinarie professor i München och 1878 professor i anatomi i Basel. Han utgav arbeten om tändernas utveckling, bindesubstansvävnaden, i synnerhet hos ryggradslösa djur (mollusker) och om blodets uppkomst. Han skrev även flera arbeten om olika europeiska folkgrupper. Bland annat upptäckte Kollmann ett pygméfolk under Europas förhistoriska tid. Kollmann var även läroboksförfattare på anatomins och utvecklingslärans område.